# Capitaine (football)
Pour les articles homonymes, voir Capitaine.

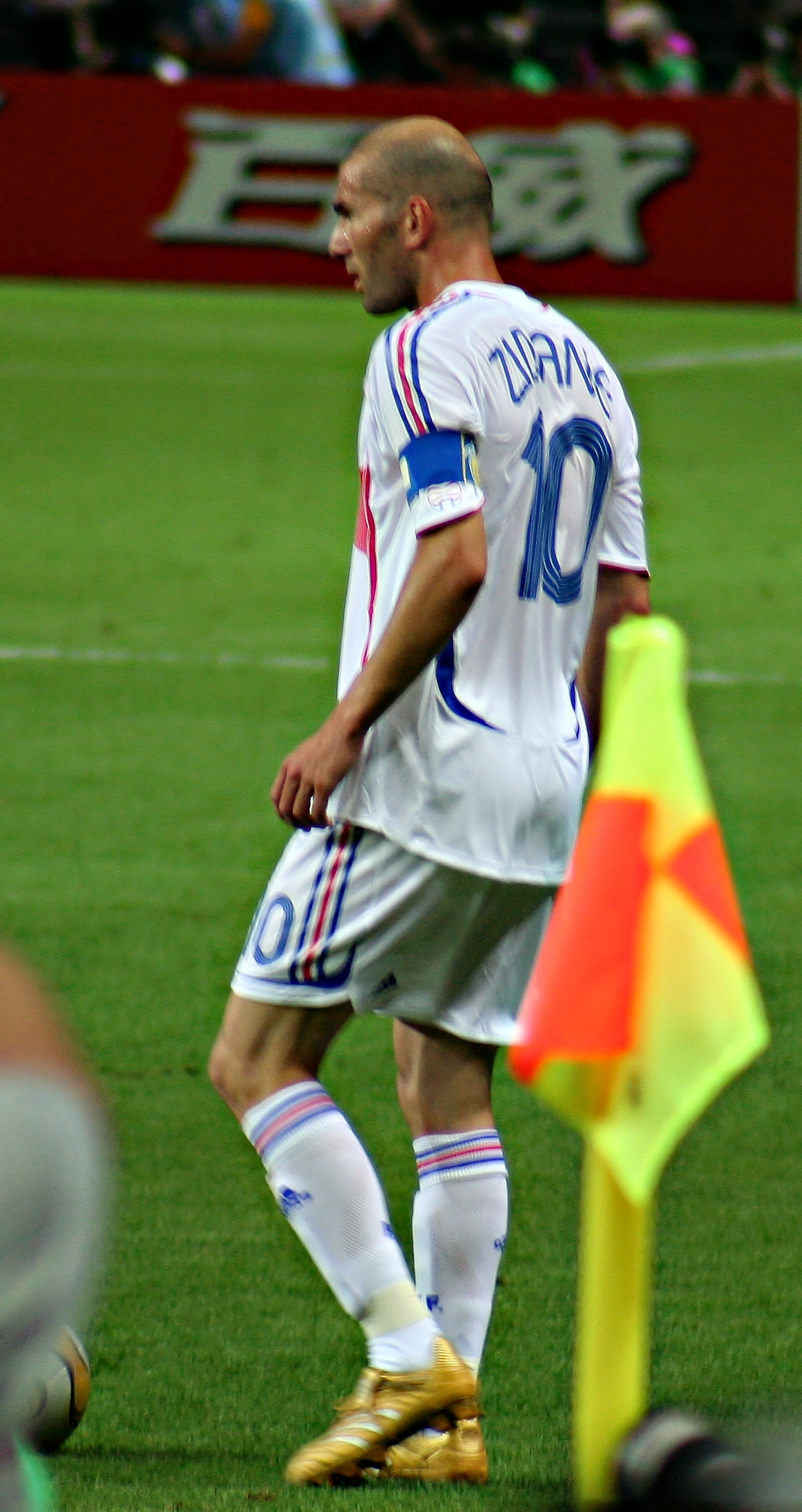
Zinédine Zidane portant le brassard de capitaine de l'équipe de France, lors de la finale de la Coupe du monde 2006.

Le capitaine d'une équipe de football est le membre de l'équipe nommé pour en être le chef, ou le guide, sur le terrain. 
Le capitaine est souvent un des joueurs les plus expérimentés de l'équipe, ou son joueur le plus doué, capable d'influer largement sur les matchs. Le capitaine est reconnaissable au brassard qu'il porte au bras gauche.

## Responsabilités
Le seul rôle du capitaine inscrit dans les Lois du jeu est de participer au tirage à pile ou face (le toss) avec l'arbitre, avant le coup d'envoi du match et avant une séance de tirs au but. Le capitaine vainqueur du tirage peut, en fonction, donner le coup d'envoi, choisir la partie du terrain où son équipe entamera la partie, ou bien décider du côté où aura lieu la séance de tirs au but.
Contrairement à une croyance répandue, les Lois du jeu ne donnent aucune autorité particulière au capitaine pour contester une décision auprès de l'arbitre. Par contre, les arbitres peuvent être amenés à venir se plaindre au capitaine du comportement général de son équipe, si cela s'avère nécessaire.
Lorsqu'une équipe a remporté une compétition, l'usage veut que ce soit le capitaine qui mène ses coéquipiers pour recevoir la médaille puis qui soulève le trophée.
Il est classiquement attendu du capitaine qu'il puisse transcender ou remobiliser ses coéquipiers en fonction du déroulement de la partie.
À un niveau inférieur, en jeunes ou à un niveau récréatif, le capitaine peut être amené à remplir tout ou partie des attributions de l'entraîneur dans le football professionnel.
En club, le capitaine est généralement choisi par l'entraîneur pour toute la saison, toutes compétitions confondues. Il est souvent accompagnés d'un ou deux vice-capitaines, dont le rôle est de le remplacer sur le terrain en cas d'absence. Un changement de capitaine en cours de saison est généralement vécu comme une sanction pour le joueur déchu.

## Capitaines vainqueurs de la Coupe du monde

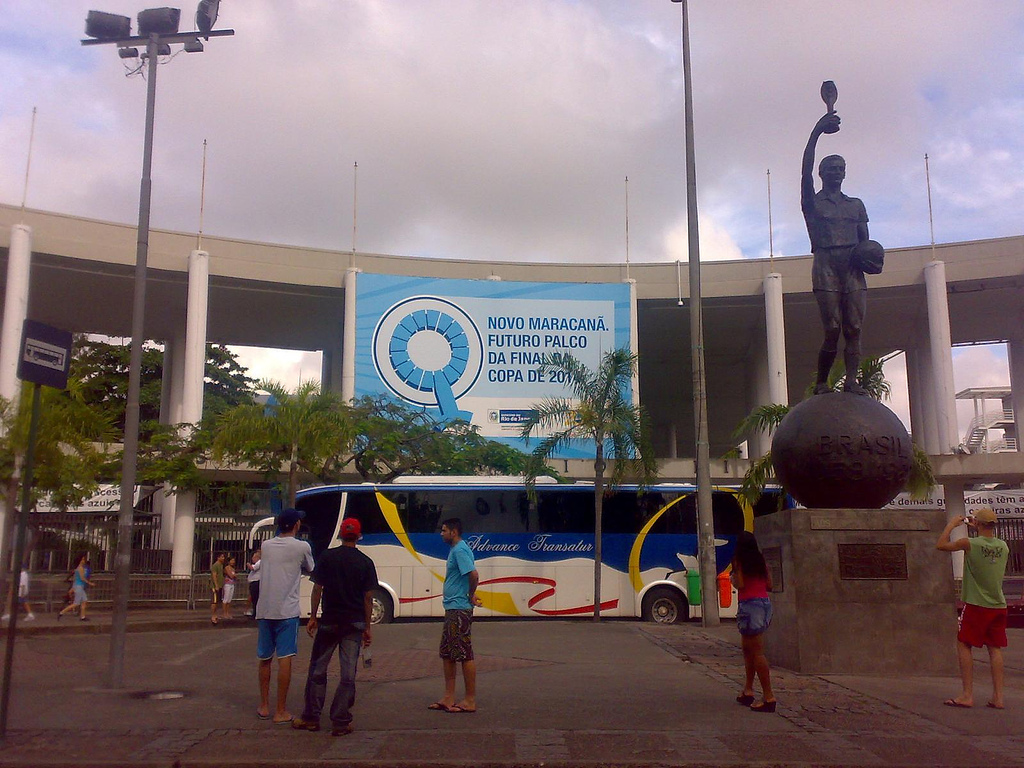
Statue de Bellini levant le trophée de la Coupe du monde.

Les joueurs suivants ont remporté la Coupe du monde de football avec leur sélection. Bellini est en 1958 le premier capitaine à lever le trophée de la Coupe du monde — à l'époque la Coupe Jules-Rimet — au ciel après sa remise, un geste imité par ses successeurs et dans bien d'autres sports.
- 1930 : José Nasazzi ( Uruguay)
- 1934 : Gianpiero Combi ( Italie)
- 1938 : Giuseppe Meazza ( Italie)
- 1950 : Obdulio Varela ( Uruguay)
- 1954 : Fritz Walter ( Allemagne)
- 1958 : Bellini ( Brésil)
- 1962 : Mauro ( Brésil)
- 1966 : Bobby Moore ( Angleterre)
- 1970 : Carlos Alberto ( Brésil)
- 1974 : Franz Beckenbauer ( Allemagne)
- 1978 : Daniel Passarella ( Argentine)
- 1982 : Dino Zoff ( Italie)
- 1986 : Diego Maradona ( Argentine)
- 1990 : Lothar Matthäus ( Allemagne)
- 1994 : Dunga ( Brésil)
- 1998 : Didier Deschamps ( France)
- 2002 : Cafu ( Brésil)
- 2006 : Fabio Cannavaro ( Italie)
- 2010 : Iker Casillas ( Espagne)
- 2014 : Philipp Lahm ( Allemagne)
- 2018 : Hugo Lloris ( France)
- 2022 : Lionel Messi ( Argentine)

## Capitaines vainqueurs de l'Euro
- 1960 : Igor Netto ( URSS)
- 1964 : Ferran Olivella ( Espagne)
- 1968 : Giacinto Facchetti ( Italie)
- 1972 : Franz Beckenbauer ( Allemagne de l'Ouest)
- 1976 : Anton Ondruš ( Tchécoslovaquie)
- 1980 : Bernard Dietz ( Allemagne de l'Ouest)
- 1984 : Michel Platini ( France)
- 1988 : Ruud Gullit ( Pays-Bas)
- 1992 : Lars Olsen ( Danemark)
- 1996 : Jürgen Klinsmann ( Allemagne)
- 2000 : Didier Deschamps ( France)
- 2004 : Theódoros Zagorákis ( Grèce)
- 2008 et 2012 : Iker Casillas ( Espagne)
- 2016 : Cristiano Ronaldo ( Portugal)
- 2020 : Giorgio Chiellini ( Italie)
- 2024 : Álvaro Morata ( Espagne)